# NGC 7456
NGC 7456 este o galaxie situată în constelația Cocorul. A fost descoperită în 4 septembrie 1834 de către John Herschel. Se află la o distanță de 15,7 megaparseci de Pământ.